# Jorge Reinoso
Jorge Federico Reinoso (n. Alderetes, Tucumán, Argentina; 29 de marzo de 1967) es un futbolista argentino retirado que se desempeñaba como defensor lateral.
Jugó en Racing Club, Independiente, Huracán, Instituto Atlético Central Córdoba, entre otros. Es muy recordado por su actuación con Racing en la Liguilla Pre-Libertadores de Argentina, en 1991, cuando en la definición por penales convirtió perfilándose para ejecutar el tiro con la derecha y golpeando el balón con la izquierda a último momento engañando al arquero Carlos Fernando Navarro Montoya de Boca Juniors.

## Clubes
| Club                      | País      | Año       |
| ------------------------- | --------- | --------- |
| Altos Hornos Zapla        | Argentina | 1982-1986 |
| Instituto                 | Argentina | 1986-1989 |
| Racing Club               | Argentina | 1989-1995 |
| Independiente             | Argentina | 1996      |
| Huracán Corrientes        | Argentina | 1997      |
| Deportivo Español         | Argentina | 1997-1998 |
| Racing Club               | Argentina | 1998-1999 |
| Bella vista               | Uruguay   | 1999      |
| Racing Club de Montevideo | Uruguay   | 2000      |
| Ferro                     | Argentina | 2000-2002 |
| San Martín de Tucumán     | Argentina | 2002-2003 |